# Carmen: A Hip Hopera
Carmen: A Hip Hopera es una película de 2001 producida por MTV y dirigida por Robert Townsend. La película es protagonizada por Beyoncé Knowles en su debut como actriz, Mos Def, Rah Digga, Wyclef Jean, Mekhi Phifer, Da Brat, Joy Bryant, Jermaine Dupri y Bow Wow. Está basada en la ópera de Georges Bizet, Carmen, ambientada en Filadelfia y Los Ángeles en tiempos modernos.

## Elenco
- Mekhi Phifer como Derek Hill.
- Beyoncé Knowles como Carmen Brown.
- Mos Def como el teniente Miller.
- Rah Digga como Rasheeda.
- Wyclef Jean como adivinador.
- Bow Wow como Jalil.
- Da Brat
- Jermaine Dupri como Pockets.
- Reagan Gomez-Preston como Caela.
- Joy Bryant como Nikki.